# 82 Herculis
82 Herculis (y Herculis) é uma estrela na direção da Hercules. Possui uma ascensão reta de 17h 36m 37.63s e uma declinação de +48° 35′ 07.7″. Sua magnitude aparente é igual a 5.35. Considerando sua distância de 329 anos-luz em relação à Terra, sua magnitude absoluta é igual a 0.33. Pertence à classe espectral K1III.